# Stanisław Pawliczak
Stanisław Pawliczak (ur. 20 stycznia 1937 w Poznaniu, zm. 14 listopada 1983 w Olsztynie) – polski dziennikarz sportowy, komentator TVP, osobowość telewizyjna, działacz sportowy.
Relacjonował m.in.: kolarski Wyścig Pokoju, letnie igrzyska olimpijskie (1972, 1980), piłkarskie mistrzostwa świata 1982 w Hiszpanii. Interesował się wieloma dyscyplinami sportowymi, w tym m.in.: jeździectwem, kajakarstwem, kolarstwem, piłką nożną, piłką ręczną, siatkówką.
Laureat wielu nagród. Słuchaczom i widzom imponował talentem, swadą językową, umiejętnością szybkiej oceny sytuacji oraz dotarciem.

## Życiorys
Stanisław Pawliczak w 1945 roku, tuż po zakończeniu II wojny światowej, przybył wraz z rodziną do Olsztyna, gdzie ukończył naukę w I Liceum Ogólnokształcącym im. Adama Mickiewicza. Jeszcze w trakcie szkolnej edukacji, w 1954 roku rozpoczął pracę w olsztyńskim radiu, a kilka lat później przeszedł do telewizji. Przez wiele lat pracował w Telewizji Polskiej, a pod koniec życia był kierownikiem redakcji telewizyjnej przy Rozgłośni Polskiego Radia i Telewizji w Olsztynie.
Bohdan Tomaszewski przypisuje Pawliczakowi cytat:

Stanisław Szozda — cudowne dziecko dwóch pedałów.

## Życie prywatne
Stanisław Pawliczak miał żonę i syna Mariusza. Zmarł 14 listopada 1983 roku w Olsztynie na zawał serca, dwa dni po meczu ekstraklasy, pomiędzy Pogonią Szczecin a Lechem Poznań (2:0) w Szczecinie, który relacjonował w Telewizji Polskiej. Został pochowany na cmentarzu komunalnym w Olsztynie.